# Wolfheze
Wolfheze, vroeger Hoog-Wolfheze, is een dorp in de gemeente Renkum, in de Nederlandse provincie Gelderland. Op 1 januari 2023 telde Wolfheze 1.760 inwoners. Ongeveer een kilometer ten zuiden van het dorp liggen overblijfselen van een eerdere vestigingsplaats van het dorp Wolfheze (Oud-Wolfheze).

## Geschiedenis

### Laag- of Oud-Wolfheze

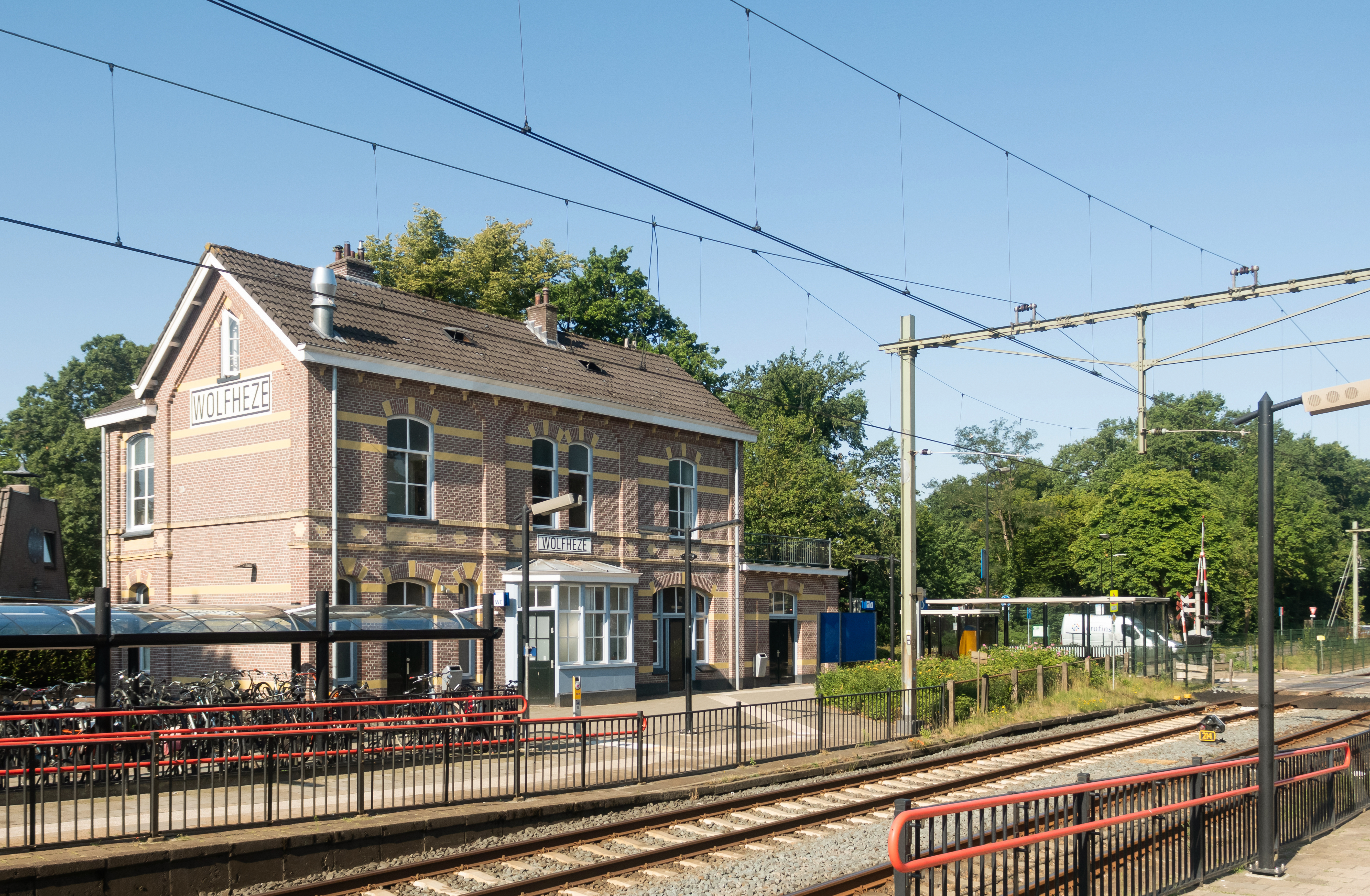
Treinstation

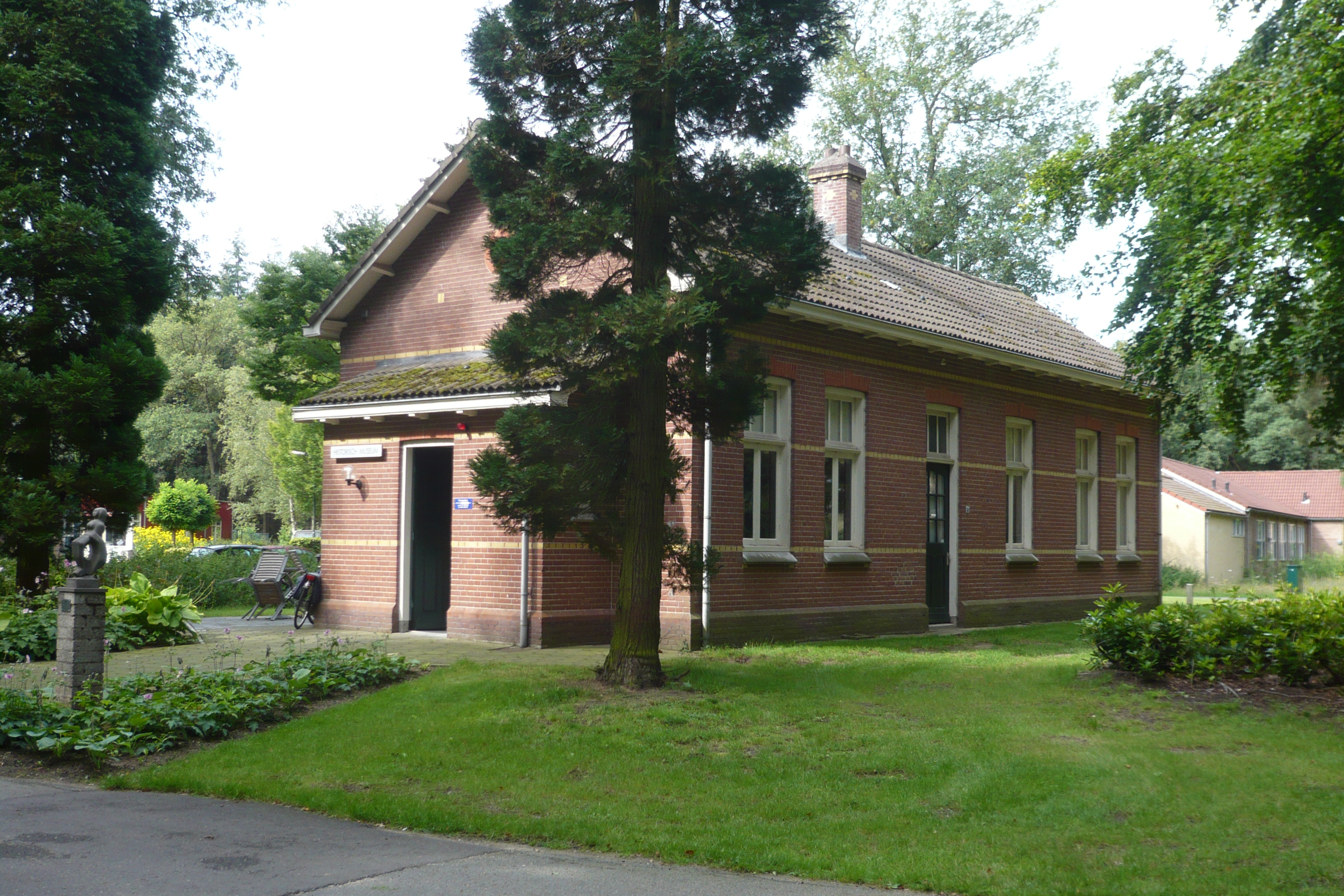
Historisch museum De Gelderse Roos

Waarschijnlijk is de omgeving van Wolfheze al van voor het jaar 800 bewoond geweest. Zo zijn er zo'n twintig grafheuvels gevonden. In het gebied dat nu Laag-Wolfheze of Wolfhezerheide genoemd wordt werd aan het eind van de 19e eeuw de fundamenten van een elfde-eeuws kerkje ontdekt. Dit stond even ten zuiden van waar sinds 1972 de snelweg loopt. Door het dorpje liep indertijd een belangrijke handelsroute. In de late middeleeuwen werd het dorp grotendeels verlaten en waarschijnlijk ook de kerk. In 1585 (tijdens de Tachtigjarige Oorlog) verwoestten de Spanjaarden het dorp, wat het einde betekende van het oude Wolfheze (Wolvenbos). Het kerkje werd ontmanteld en de stenen verkocht, getuige een verslag uit 1624. Het dorp omvatte tot dan toe het Hof (het eigenlijke dorp) en het Wildforstergoed. Dat laatste werd weer opgebouwd, het dorp echter niet. Het Wildforstergoed brandde in 1826 af. Later werd er op die plaats een boerderij gebouwd, die ook dienstdeed als uitspanning. Tot begin 19e eeuw was onbekend waar het oude Wolfheze lag. Nadat dominee O.G. Heldring dacht een gewelf te horen in een terp die in de volksmond de naam 'kapellenheuvel' droeg, werd in 1846 een opgraving verricht, maar weer afgebroken omdat de eigenaar had verzuimd toestemming te vragen. Bij een latere opgraving in 1888 werden de fundamenten van de tufstenen kerk en een aantal graven gevonden. Het huidige terrein is archeologisch beschermd. Zichtbare sporen van de oude nederzetting zijn o.a. de standplaats van de voormalige kerk met rondgaande landweer, een middeleeuwse dubbele landweer richting de beek en overblijfselen van een aantal akkercomplexen. Daarnaast zijn er nog bundels karrensporen te vinden van de laatmiddeleeuwse Hessenweg richting het heidegebied van De Ginkel.

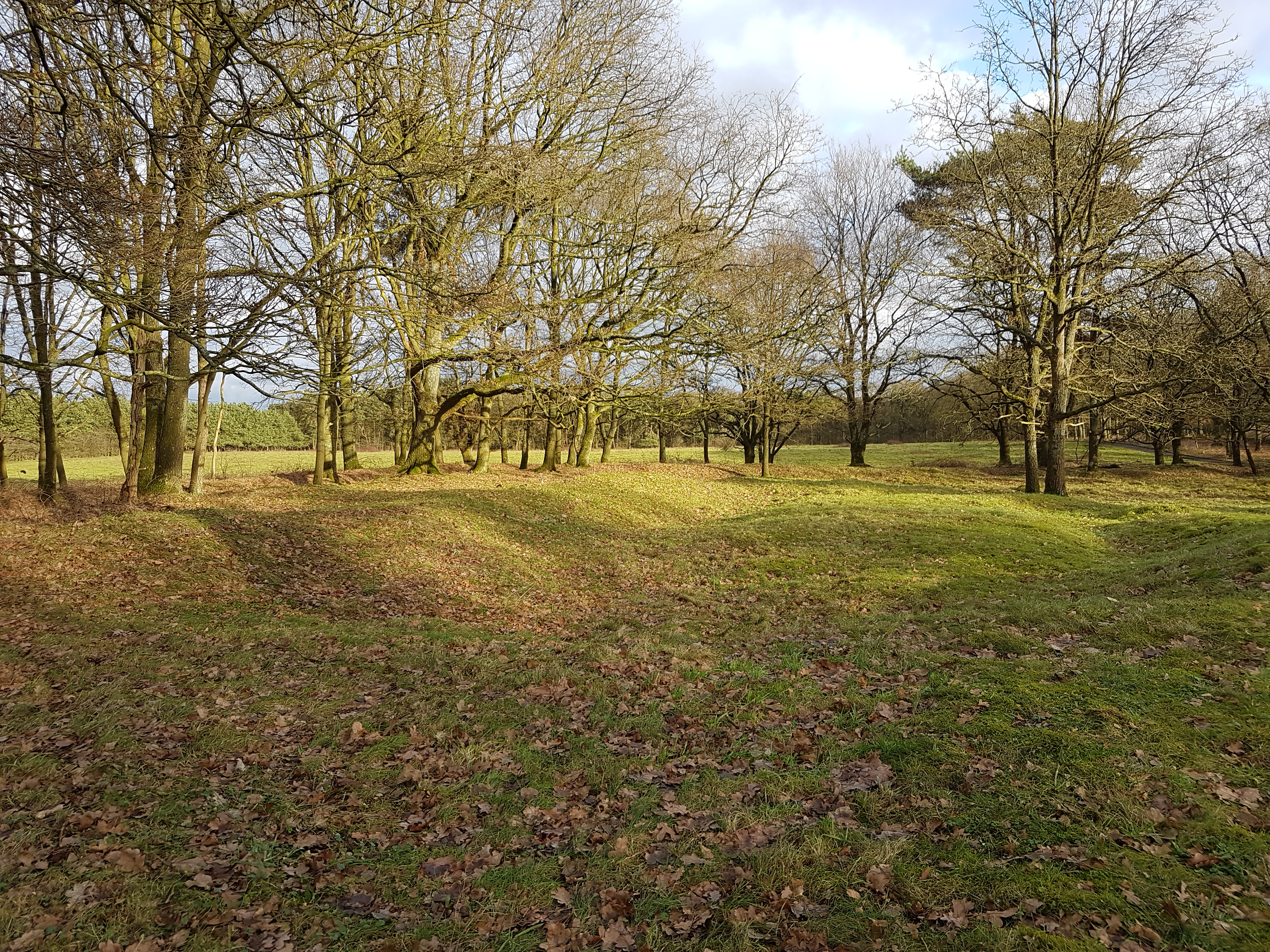
Kapellenheuvel Wolfheze - standplaats kerk

### Huidige dorp Wolfheze
In 1845 werd station Wolfheze aangelegd, waarop het jaar erop de Wolfhezerweg werd aangelegd door baron van Brakell, die de eigenaar was van de landerijen van Groot-Wolfheze en die een betere verbinding wilde voor het goederenvervoer dan de schaapsdrift die er tot dan toe liep. Deze weg werd in 1848 doorgetrokken met de Italiaanseweg. Rond het station ontstond bebouwing.

### Psychiatrisch ziekenhuis
In 1906 werd een stuk bosgebied van 86 hectare aangekocht door de Vereniging tot Christelijke Verzorging van Krankzinnigen en Zenuwlijders (voorganger van psychiatrisch ziekenhuis) en plaatste er een gebouw, dat reeds in 1911 werd vervangen door een nieuw gebouw. In hetzelfde jaar werd een tehuis voor alleenstaande blinden gebouwd aan noordzijde van de spoorweg. De dorpsbevolking bestond toen alleen uit verplegenden en enkele zakenlieden. In oktober 1917 werd een kamp voor Duitse krijgsgevangenen ingericht tegenover blindeninstituut Schilt. De huidige Duitsekampweg herinnert hier nog aan. Vanaf ongeveer 1920 kwamen er ook andere mensen naar Wolfheze, waardoor het dorp uitgroeide met boerderijen en bungalows. Tijdens de Tweede Wereldoorlog vonden in het kader van operatie Market Garden grootscheepse luchtlandingen plaats op Reijerscamp. Engelse bommenwerpers bombardeerden daarbij gebouwen van het ziekenhuis waarbij 81 doden vielen. Na het einde van de oorlog in 1945 werd het ziekenhuis opnieuw opgebouwd. Nog altijd zorgt de instelling voor veel banen in het dorp. Het Psychiatrisch Ziekenhuis Wolfheze fuseerde in 1996 met vier andere instellingen tot ggz-instelling De Gelderse Roos. De Gelderse Roos is op zijn beurt in 2009 gefuseerd met Forum GGZ Nijmegen tot het ggz-conglomeraat Pro Persona.

## Bekende (oud-)inwoners van Wolfheze
- Aase Rasmussen
- Willy Walden